# Нифонт Сапожков
Нифонт Сапожков (в миру Олександр Сапожков; 15 серпня 1882 — 7 жовтня 1951) — єпископ Українського екзархату Московської патріархії з титулом «єпископ Уманський, вікарій Київської єпархії» та керуючий єпископ «Житомирський і Овруцький». За походженням — московитии. На кафедру зведений за погодженням з окупаційними органами влади СССР.

## Життєпис
Народився 3 серпня 1882 року в сім'ї диякона. У 1896 році закінчив Староруське духовне училище. У 1902 році закінчив Новгородську духовну семінарію. У 1906 році закінчив Київську духовну академію зі ступенем кандидата богослов'я.
У 1906—1911 — помічник інспектора Псковської духовної семінарії.
У 1912—1918 — викладач громадянської історії та педагогіки в гімназіях Жмеринки.
У 1920—1933 — викладач російської мови в трудових школах Жмеринки. У 1933—1936 роки завідувач дитячим клубом при дитбудинку в Києві.
У 1936—1942 — викладач російської мови та літератури в середніх школах Житомирської області.
У жовтні 1942 року прийняв священничий сан.
З середини 1945 року служив секретарем Чернігівської єпархії.
4 грудня 1946 року у Володимирському соборі міста Києва хіротонізований на єпископа Уманського, вікарія Київської єпархії. Чин хіротонії здійснювали Екзарх всієї України митрополит Київський і Галицький Іоанн Соколов, єпископ Донецький і Ворошиловградський Никон Петін і єпископ Кам'янець-Подільський і Проскуровський Панкратій Кашперук.
18 листопада 1948 року призначений єпископом Уфимським і Башкирським.
Призначення єпископа Нифонта на Уфимську кафедру збіглося за часом з посиленням сталінської політики стосовно Церкви. Збереглася характеристика особистих якостей єпископа Нифонта, дана йому уповноваженим Н. Я. Козловим на початку 1949: «Єпископ Нифонт у спілкуванні простий, спокійний. Уповноваженого відвідує рідко. Небалакучий. Безініціативний. Лояльний. Негативних моментів не помічено. Особисто служить недільні служби. У розділі доходів братської кружки не бере. Іноді виступає з проповідями. Відрізняється слабохарактерністю. Майже не вникає в управління єпархією, повністю контролюється своїми благочинними Логачевським і Бурдуковим».
Під тиском влади написав циркулярне розпорядження про скасування Богоявленського водосвяття на річках. Однак по інших заборонах владика вже через три дні письмово висловив своє обурення. Посилаючись на невідмінений циркуляр НКЮ від 18.09.1923 р № 23632, він стверджував, що «... місцева влада може заборонити вчинення лише таких обрядів, які несуть яку-небудь суспільну небезпеку (в разі епідемії і т. п.)» .
З 17 березня 1950 — єпископ Житомирський і Овруцький.
Помер 7 жовтня 1951 року в Київській невро-хірургічній лікарні від виразки шлунка. Похований на цвинтарі в Житомирі .